# Дань (деревня)
Дань — деревня в Корткеросском районе республики Коми в составе сельского поселения Мордино.

## География
Расположено на левобережье реки Локчим примерно в 48 км по прямой на юг-юго-восток от районного центра села Корткерос.

## История
Официальная дата основания 1747 год. Упоминается с 1784 года как деревня Данша с 8 дворами и 54 жителями. В 1859 году здесь (Даньская или Дань) дворов 12 и жителей 93, в 1926 — 49 и 234. С 1956 утвердилось название Дань. В 1989 году проживало 112 человек, в 2000 — 80.

## Население
Постоянное население составляло 73 человека (русские 26 %, коми 66 %) в 2002 году, 56 — в 2010.